# Hishimochi
L'Hishimochi o anche Hishi mochi (菱餅ひしもち) è un dolce tipico della tradizione giapponese legato all'Hinamatsuri (雛祭り), nota anche come "Festa delle bambole" o "Festa delle bambine", che cade il 3 marzo ovvero il terzo giorno del terzo mese dell'anno. 
Si tratta di un dolce di riso glutinoso, solitamente servito in forma romboidale ma in tempi più moderni lo si serve anche in cubi. 
È costituito da tre strati di riso di colore diverso, ognuno dei quali ha un significato particolare. Dal basso verso l'altro troviamo: verde, bianco e rosa.
Il verde rappresenta la terra (simboleggia la salute), il bianco la neve (simbolo di purificazione) ed infine il rosa i fiori di pesco (che caccia la malignità). Insieme questi tre colori indicano l'avvento della primavera, quando la neve si scioglie l'erba cresce e iniziano a germogliare i fiori di pesco.
A seconda della regione ci sono varianti differenti, con 5 o 7 strati. In alcune regioni, inoltre, il rosa viene sostituito da uno strato di colore giallo.
La forma romboidale si crede abbia avuto origine nel periodo Edo. L'hishi mochi è tagliata come un diamante che dovrebbe essere simbolo di longevità e fertilità.